# Маріко Укійо
Укійо Маріко (яп. 浮世 満理子) (нар. 28 січня 1964) – японська психолог-тренер, професійний психотерапевт і японська бізнесвумен. Вона є представником Ради директорів Національної асоціації психологічного здоров’я та бізнесу, а також представницьким директором компанії Idea Human Support Service Inc.

## Біографічні відомості
Вивчала психологію у Сполучених Штатах Америки, штат Каліфорнія. Після студіювання повернулася до Японії і почала працювати незалежним психотерапевтом. У 2000 році заснувала компанію Idea Counselling Centre Inc., яка була перейменована згодом у Idea Human Support Services Inc.
Пані Укійо відповідала за психологічну підготовку команди Японського університету фізичного виховання на Всеяпонському студентському чемпіонаті зі спортивної гімнастики 2004 року.
У 2005 році також була ментальним наставником професійного тенісиста Сатоші Івабучі.
Пані Укійо також працювала з такими відомими спортсменками як:
- Куміко Імура – представницею збірної Японії у стрибках у висоту на Олімпійських іграх 2008 року в Пекіні;
- Момоко Уеда – професійною гольфісткою;
-  «Вегалта Сендай» - професійний футбольний клуб (м. Сендай), команда Японської професійної футбольної ліги, де відповідала за психологічну підготовку.
У 2010 році вона приєдналася до Ради директорів Національної асоціації психологічного здоров’я та бізнесу, а в 2012 році стала її президентом.
У 2018 році пані Укійо була призначена виконавчим директором Національної консультативної ради з питань соціальної медіатерапії. У різні роки вона також працювала волонтером у постраждалих від землетрусів районах:
- поблизу м. Кобе, потужний землетрус «Ханшин-Авадзі», 1995 рік;
- виверження вулкану Ояма на острові Міяке, 2000 рік.
Надавала психологічну допомогу після терористичних атак у США 2001 року та Великого східнояпонського землетрусу 2011 року.
Після початку повномасштабного вторгнення у 2022 році відкрила Український центр спілкування та взаємодопомоги «Шібуя Хімаварі» (яп. соняшник). Разом із іншими спеціалістами пані Укійо проводить консультації, освітню підтримку та надає допомогу у працевлаштуванні українців, а також проводять різнопланові тренінги та культурні заходи.

## Кар'єра
- Народилась і виросла в  Осаці в 1964 році . [1]
- 1987 - вивчавла психологію у штаті Каліфорнія, США.
- У 1993 році відкрила приватний кабінет у Ніші-ку, Осака, і почала працювати психологом-консультантом.
- 2000 - заснувала Idea Counseling Center Co., Ltd.
- 2002 - отримала Міжнародну премію Академії від Японського фонду сприяння культурі.
- У 2003 році пані Укійо стала запрошеним професором в університеті Академії наук.
- 2004 - працювала тренером із психологічної підготовки в Японському університеті фізичного виховання.
- 2006 - змінено назву з Idea Counseling Center Co., Ltd. на поточну назву, Idea Human Support Service Co., Ltd. [2]
- 2006 - тренер-психолог японського професійного тенісиста Сатоші Івабучі. [2] [3]
- 2008 - тренер з психологічної підготовки національної збірної команди Японії з гімнастики на Олімпійських іграх в Пекіні 2008.
- 2009 - психологічна підготовка Куміко Імура, яка є членкинею Навчального Центру "Idea". [4]
- 2011 - психолог-наставник професійної гольфістки Момоко Уеди.
- 2012 - призначений представницьким директором Національної асоціації психологічного здоров'я та бізнесу.[2]
- 2012 - увійшла до Ради директорів Японської асоціації тренерів-психологів. [5]
- 2013 - брала участь як експерт в японському проекті «Дослідженні щастя», проведеному Dentsu Kokoro Lab.[6]
- У 2014 році Dentsu Kokoro Lab і Dentsu Macromill Insight спільно розробили «Групові консультації», в якому психологи-консультанти беруть участь у групових інтерв’ю. [7]
- 2015 - відповідала за психологічну підготовку Vegalta Sendai, професійний футбольний клуб з м. Сендай, що входить до Японської професійної футбольної ліги [8] .
- 2018 - розмова з Рікіо Кодзу, президентом Японської союзу профспілок, про запобігання самогубствам серед молоді та працівників компаній.[9]
- 2018 - виконавчий директор Національної консультаційної ради з питань соціальної медіатерапії (SNS).
- 2018 - входить до складу робочої групи зі складання керівних принципів для консультаційного проекту соціальної медіатерапії (SNS), проекту Міністерства охорони здоров’я, праці та соціального забезпечення щодо сприяння ефективним заходам протидії самогубствам серед молоді (дослідницький проект). [10]
- 2019 - Член керівного комітету Міністерства освіти, культури, спорту, науки та технологій у 2019 році «Дослідження ідеальної системи консультацій з використанням соціальної медіатерапії тощо».
- 2022 – відкриття Українського центру спілкування та взаємодопомоги «Шібуя Хімаварі», де  разом із іншими спеціалістами проводить консультації, освітню підтримку та надає допомогу у працевлаштуванні українців, організація різнопланових тренінгів та культурних заходів.

## Праці
- «Як стати психотерапевтом у свої 20 та 30» (1997);
- «Впевненість на співбесіді. Як продемонструвати свою індивідуальність та отримати роботу» (2000);
- «Любовна терапія: психологічні тести та консультації» (2001);
- «Будні Укіо Маріко: поради для тих, хто хоче торкнутися свого серця та сердець інших» (2002);
- «Що ви можете зробити для людей, чиї серця розбиті» (2005);
- «Практичне мислення для успіху та досягнення цілей» (2006);
- «Мистецтво хорошого спілкування від професійних консультантів» (2008);
- «Як запустити мотивацію, яка ніколи не зникне» (2010);
- «Книжка, яку варто прочитати, якщо ваша сім'я, друзі чи ви самі перебуваєте в депресії» (2011);
- Книга-тренінг «Сила кохання» (2012);
- «Викладайся на 120% у спорті або 45 методів психічного зміцнення» (2013);
- «Люди, які хоча б раз зазнали труднощів, - чудові консультанти» (2013);
- «Розкрийте потенціал дитини на 120%» (2014);
- «Тренер успішного мислення: книга для тих, хто хоче стати ментальним коучем» (2014);
- «Методи зміцнення психіки, які практикують найкращі спортсмени» (2016);
- «Власний темп:  спосіб, що відкриває нові можливості» (2018);
- «LINE: Розуміння психології інших у бізнесі та приватному житті» (2019).

## Зовнішні посилання
- Офіційна веб-сторінка Маріко Укійо - персональний блог
- Idea Human Support Service Co., Ltd.
- Національна федерація психологічного бізнесу, Генеральна зареєстрована асоціація
- Японська асоціація тренерів-психологів
- Загальний зареєстрований фонд Національної консультаційної ради SNS